# Ukrainische Badmintonmeisterschaft 2016
Die Ukrainische Badmintonmeisterschaft 2016 fand vom 3. bis zum 6. Februar 2016 in Dnipropetrowsk statt.

## Medaillengewinner
| Disziplin    | Gold                                    | Silber          | Bronze           |
| ------------ | --------------------------------------- | --------------- | ---------------- |
| Herreneinzel | Dmytro Zavadsky                         | Artem Pochtarev | Kyrylo Leonov    |
| Dameneinzel  | Mariya Ulitina                          | Elena Prus      | Marina Ilinskaya |
| Herrendoppel | Valeriy Atrashchenkov Dmytro Zavadsky   |                 |                  |
| Damendoppel  | Natalya Voytsekh Yelyzaveta Zharka      |                 | Mariya Ulitina   |
| Mixed        | Valeriy Atrashchenkov Yelyzaveta Zharka |                 | Mariya Ulitina   |